# Etruscologie

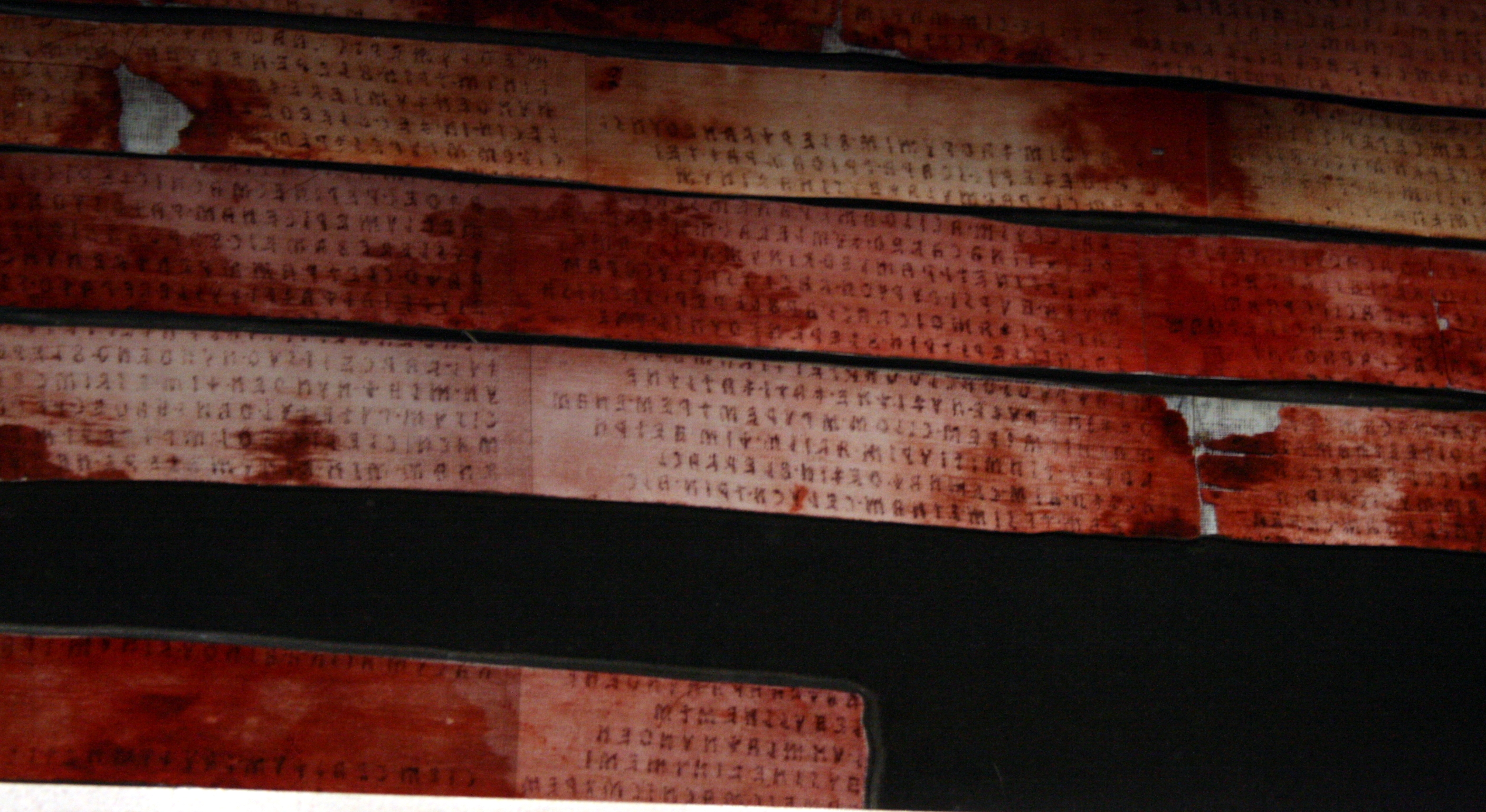
De Liber linteus Zagrabiensis.

Etruscologie (samenst. Lat. Etrusci en Gr. λόγος: "leer der Etrusken") is de wetenschap die zich toelegt op de studie naar de Etrusken, wier beschaving zich van de 9e tot en met de 1e eeuw v.Chr. in Italië manifesteerde.
De Romeinse keizer Claudius had een grote belangstelling voor de Etruskische cultuur, beheerste zelfs de taal en schreef een omvangrijk werk getiteld Tyrrhenica, gesteld in het Grieks, dat handelde over de geschiedenis van de Etrusken. Dit werk is helaas verloren gegaan. De Schotse geleerde Thomas Dempster (1579-1625) schreef een boek, De Etruria regali libri septem, dat in 1723 gepubliceerd werd. Dit werk stimuleerde het onderzoek naar de Etruskische cultuur. 
De Italiaan Luigi Lanzi publiceerde in 1789 een baanbrekend werk Saggio di lingua Etrusca, gevolgd door Saggio delle lingue d' Italia in 1806. In een studie over de zogenaamde Etruskische vasen, concludeerde Lanzi terecht dat het Griekse vazen waren, die de Etrusken hadden geïmporteerd. In 1848 verscheen de studie The cities and cemeteries of Etruria (1848) van de Britse reiziger-archeoloog George Dennis (1814-1898). Het boek wordt nog steeds gebruikt. 
De Italiaanse hoogleraar Klassieke archeologie Massimo Pallottino (1909-1995) was de eerste die de Etruskische beschaving op een systematische en wetenschappelijke wijze beschreven heeft en wordt beschouwd als de echte grondlegger van de Etruscologie. Zijn Etruscologia uit 1942 (voor het laatst herzien in 1984) is nog steeds een van de belangrijkste etruscologische handboeken. Pallottino's leerlingen Mauro Cristofani (1941-1997) en Giovanni Colonna (1934-) hebben zijn werk verdergezet. 
Ook Giovannangelo Camporeale, voorzitter van het Istituto Nazionale di Studi Etruschi ed Italici en auteur van verschillende baanbrekende publicaties leverde een grote bijdrage.
In Frankrijk schreef Jacques Heurgon, professor aan de Sorbonne te Parijs in 1981 La vie quotidienne chez les Étrusques .
Belangrijke aandachtspunten van de etruscologie zijn de materiële overblijfselen (archeologie) en de taal. Het Etruskisch was, in tegenstelling tot de Italische talen, geen Indo-Europese taal en heeft buiten het Italisch schiereiland alleen verwantschap met het Lemnisch. Hoewel het Etruskisch zich vrij gemakkelijk laat lezen (het is gebaseerd op het Oudgriekse alfabet), is de betekenis van vele woorden ons nog onbekend. Er zijn namelijk weinig lange teksten overgeleverd. Wij hebben wel zo'n 11.000 korte inscripties op beelden, vazen, enz., maar deze zijn te kort om de kennis van de Etruskische taal aanzienlijk te vergroten. Uitkomst kunnen zogeheten bilinguen bieden: teksten waarvan een vertaling bestaat in een taal die wij wel beheersen (vgl. de Steen van Rosetta, waarmee Champollion de Oud-Egyptische hiërogliefen kon ontcijferen). Het aantal bilinguen is echter beperkt en meestal gaat het ook hier om korte teksten. De Etruskische tegenhanger van de Steen van Rosetta dacht men in de drie gouden plaatjes van Pyrgi gevonden te hebben; deze dragen een tekst die zowel in het Punisch als in het Etruskisch is gesteld. De teksten bleken helaas geen nauwkeurige vertalingen. De langste overgeleverde tekst is momenteel de Liber Linteus Zagrabiensis (ca. 1300 woorden), een tekst op de windselen van een Egyptische mummie. In 2007 is daarover een nieuwe, uitgebreidere studie verschenen van de hand van een Nederlandse etruscoloog.
Een probleem dat de etruscologie lang heeft beziggehouden is de etnische formatie van de Etrusken. Sommige wetenschappers (met name taalkundigen) geloven in een oosterse herkomst, in navolging van Herodotos. Anderen (veelal archeologen) zijn van mening dat de Etrusken autochtoon waren (naar het idee van Dionysius van Halicarnassus). Voor een oosterse herkomst zijn veel taalkundige aanwijzingen, maar géén archeologische (misschien de stele van Kaminia uitgezonderd); de Etruskische archaeologica wijzen op een zeer lange geschiedenis op het Italisch schiereiland. Het probleem staat tegenwoordig vrijwel niet meer op de Etruscologische agenda, hoewel de discussie nog niet geheel is beëindigd.
Het belangrijkste wetenschappelijke etruscologische instituut is het Istituto Nazionale di Studi Etruschi ed Italici te Florence. Het instituut is verantwoordelijk voor belangrijke publicaties, zoals de reeksen Corpus Speculorum Etruscorum en Corpus Inscriptionum Etruscarum (corpora respectievelijk betrekking hebbend op Etruskische spiegels en inscripties) en het gezaghebbende wetenschappelijke tijdschrift Studi Etruschi (1927 - heden). Een ander wetenschappelijk tijdschrift is Etruscan Studies (1994 - heden), dat onder auspiciën van de Amerikaanse Etruscan Foundation wordt uitgegeven. Bekend is ook de Accademia Etrusca te Cortona, die werd gesticht in 1727. De academie heeft een archeologisch museum (Museo dell'Accademia Etrusca e della Città di Cortona) en een omvangrijke bibliotheek.